# بول مورتنسن
بول مورتنسن (بالدنماركية: Poul Mortensen)‏ هو مجدف دنماركي، ولد في 19 أغسطس 1937 في سفينبورغ في الدنمارك.

## وصلات خارجية
- بول مورتنسن على موقع الاتحاد الدولي للتجديف (الإنجليزية)
- بول مورتنسن على موقع أوليمبيديا (الإنجليزية)